# Tazawako-sen
Tazawako-sen (jap. 田沢湖線) – normalnotorowa linia kolejowa w regionie Tōhoku w Japonii. Łączy Moriokę z Daisen.

## Przebieg
Linia prowadzi ze stacji Morioka w Iwate do stacji Ōmagari w prefekturze Akita. Na całym odcinku wspólnie z nią biegnie linia szybkiej kolei Akita Shinkansen. 

## Stacje
Na linii tej znajduje się 17 stacji kolejowych:
| Stacja       | Japoński   | Odległość (km) | Przesiadki                                                                      | Lokalizacja | Lokalizacja |
| ------------ | ---------- | -------------- | ------------------------------------------------------------------------------- | ----------- | ----------- |
| Morioka      | 盛岡       | 0,0            | Tōhoku Shinkansen, Akita Shinkansen, Tōhoku-honsen, Yamada-sen, Iwate Ginga-sen | Morioka     | Iwate       |
| Ōkama        | 大釜       | 6,0            |                                                                                 | Takizawa    | Iwate       |
| Koiwai       | 小岩井     | 10,5           |                                                                                 | Takizawa    | Iwate       |
| Shizukuishi  | 雫石       | 16,0           | Akita Shinkansen                                                                | Shizukuishi | Iwate       |
| Harukiba     | 春木場     | 18,7           |                                                                                 | Shizukuishi | Iwate       |
| Akabuchi     | 赤渕       | 22,0           |                                                                                 | Shizukuishi | Iwate       |
| Tazawako     | 田沢湖     | 40,1           | Akita Shinkansen                                                                | Semboku     | Akita       |
| Sashimaki    | 刺巻       | 44,4           |                                                                                 | Semboku     | Akita       |
| Jindai       | 神代       | 52,8           |                                                                                 | Semboku     | Akita       |
| Shōden       | 生田       | 55,3           |                                                                                 | Semboku     | Akita       |
| Kakunodate   | 角館       | 58,8           | Akita Shinkansen, Akita Nairiku-sen                                             | Semboku     | Akita       |
| Uguisuno     | 鶯野       | 61,6           |                                                                                 | Daisen      | Akita       |
| Ugo-Nagano   | 羽後長野   | 64,6           |                                                                                 | Daisen      | Akita       |
| Yariminai    | 鑓見内     | 67,9           |                                                                                 | Daisen      | Akita       |
| Ugo-Yotsuya  | 羽後四ツ屋 | 70,2           |                                                                                 | Daisen      | Akita       |
| Kita-Ōmagari | 北大曲     | 72,0           |                                                                                 | Daisen      | Akita       |
| Ōmagari      | 大曲       | 75,6           | Ōu-honsen, Akita Shinkansen                                                     | Daisen      | Akita       |

## Historia
Pierwszy odcinek tej linii, z Morioki do Shizukuishi, otwarto w 1921 roku. Kolejny, z Ōmagari do Tazawako w latach 1921-23. W 1964 roku otwarto odcinek z Shizukuishi do Akebuchi, a w 1966 ostatnią część, z Akabuchi do Tazawako. W 1997 roku ukończono przebudowę całej linii z wąskotorowej na normalnotorową, w związku z przystosowaniem jej do pociągów Shinkansen.